# Visage (jeu vidéo)
Pour les articles homonymes, voir Visage (homonymie).
Visage est un jeu vidéo indépendant d'horreur psychologique en vue à la première personne, développé par l'entreprise québécoise SadSquare Studio. Le projet du jeu, débuté en janvier 2016, a été financé par une campagne Kickstarter. Le jeu est disponible en accès anticipé depuis le 2 octobre 2018,.

## Jouabilité
L'intrigue de Visage se passe dans une vaste maison où de terribles choses se sont produites. Le joueur comprendra, au fil de son parcours, ce qui se cache derrière la macabre histoire de la maison. Le joueur sera un témoin direct de divers phénomènes paranormaux, d'hallucinations de tout genre ainsi que d'événements ayant eu lieu par le passé dans la maison. Il y a plusieurs façons de mourir, le joueur peut être tué par un démon ou par des phénomènes se déclenchant quand sa barre de santé mentale (représentée par une image de cerveau,  en bas à gauche de l'écran en jeu) est trop faible. Le joueur ne peut pas combattre.